# Micrurus nebularis
Micrurus nebularis är en ormart som beskrevs av Roze 1989. Micrurus nebularis ingår i släktet korallormar och familjen giftsnokar. Inga underarter finns listade i Catalogue of Life.
Arten förekommer i två mindre regioner i delstaten Oaxaca i södra Mexiko. Det kända utbredningsområdet ligger 1600 till 2200 meter över havet. Denna orm lever i skogar som domineras av tallar och ekar. Individerna är aktiva mellan skymningen och gryningen. Honor lägger ägg.
Antagligen hotas beståndet av skogsavverkningar. Populationens storlek är okänd. IUCN kategoriserar arten globalt som otillräckligt studerad.